# Петрушевич Степан
Степа́н Омелянович Петруше́вич (1855, Буськ — 13 або 14 січня 1920, Слобідка або Бірзула) — український громадсько-політичний діяч, делегат Української Національної Ради ЗУНР, капелан, священник УГКЦ.

## Життєпис
Навчався в народній школі в Буську, ц.-к. Академічній гімназії у Львові.
Його дід, також Степан Петрушевич, писав драматичні твори українською мовою, які залишилися невідомими за його життя. Один з його творів має в основі той самий сюжет, що й п'єса Котляревського «Москаль-чарівник», але Франко оцінив її нижче.
У 1879 році висвячений на священника. Служив парохом містечка Холоєва, де відкрив читальню «Просвіта» і позичкову касу. Збудував у тому містечку муровану церкву з запрестольним образом Христового Серця роботи Олекси Новаківського та дерев'яну каплицю на присілку Старики.
Був активним у ряді виборчих кампаній до Райхсрату і Галицького сейму.
Був ініціатором будівництва Народного Дому в Радехові, заснування «Повітової Ощадно-позикової Каси».
- У 1914 р. — виїхав до Відня.

- У 1918 р. — був членом Української Національної Ради ЗУНР (у Станиславові) від Радехівського повіту.

- У 1919 р. — переїхав до Старокостянтинова, де працював культурно-освітнім інструктором при Повітовій Управі. Пізніше служив капеланом в Українській Галицькій Армії.

Помер 13 січня (за іншими даними 14 січня) від епідемічного висипного тифу на залізничній станції Слобідка (за іншими даними — у Бірзулі).